# Psophis (Stadt)

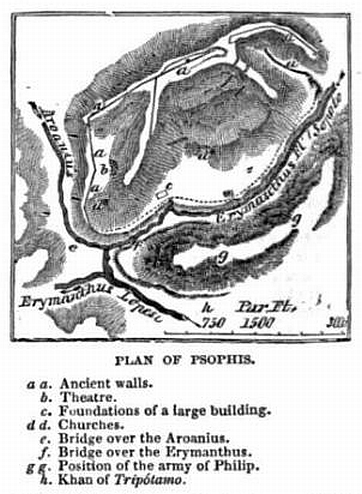
Planskizze von Psophis, 1856

Psophis (altgriechisch Ψωφίς; die Einwohner heißen Psophidier) war eine antike Stadt am nordwestlichsten Rand Arkadiens in Griechenland. Die Stadt lag im Tal des Erymanthos, am Zusammenfluss des Erymanthos mit zwei kleineren Flüssen, dem Aroanios und dem Seiraios. Der moderne Ort Tripotama, der zur Gemeinde Kalavryta im Regionalbezirk Achaia gehört, verdankt diesem Umstand seinen Namen.

## Mythische Vorzeit
Der ursprüngliche Name von Psophis war Erymanthos und sein Gebiet war Schauplatz der Verwüstungen, die der Erymanthische Eber veranstaltete, bis ihn Herakles lebend fing und nach Mykene brachte. In späterer Zeit hieß der Ort Phegia oder Phegeia (Φηγία, Φήγεια), laut antiker Überlieferung nach dem eponymen Heros Phegeus.
Als Alkmaion, der Sohn des Amphiaraos, nach dem Mord an seiner Mutter Eriphyle von den Erinnyen verfolgt wurde, gelangte er auf der Flucht zu Phegeus, der ihn wegen des Muttermordes entsühnte. Alkmaion ließ sich in Psophis nieder und heiratete Arsinoë (oder Alphesiboia). Im Verlauf der weiteren Verwicklungen wurde Alkmaion von den Söhnen des Phegeus oder von Phegeus selbst getötet: Ein Stoff, der auch von Euripides in seiner Tragödie Alkmaion in Psophis verarbeitet wurde. Wegen des Mordes an Alkmaion nahmen die Psophidier nicht am Trojanischen Krieg teil. Denn sie fürchteten wegen des Mordes an Alkmaion die Feindschaft der Argiver, obwohl sie am zweiten Zug, dem Zug der Epigonen, gegen Theben teilgenommen hatten.
Von Echephron und Promachos, den Söhnen des Herakles, erhielt der Ort dann später zu Ehren ihrer Mutter Psophis seinen historischen Namen.

## Geschichte
Aus der Geschichte von Psophis ist wenig bekannt. Aus spätarchaischer Zeit stammt das Fragment eines Schildrandes, den die Psophidier in Olympia weihten. Von Pausanias wird in Olympia die Weihung einer Zeusstatue unbekannter Zeitstellung durch die Psophidier erwähnt. Zu Beginn des Bundesgenossenkriegs war es im Besitz von Elis und somit Teil des Aitolischen Bundes. Ausführlich beschreibt Polybios die Situation des Jahres 219 v. Chr., die mit der Eroberung der gut befestigten, strategisch günstig gelegenen Stadt durch Philipp V. und mit der Einverleibung in den Achaiischen Bund endete. Die in Psophis stationierte Garnison zog sich nach Zakynthos – dem Mythos nach eine psophidische Gründung – zurück, ergab sich aber bald darauf.
Als Pausanias die Stadt im 2. Jahrhundert besuchte, sah er die Ruinen eines Tempels für Aphrodite Erykina, der zuerst von den Söhnen der Psophis errichtet worden sein soll. Die Heroa für die Heraklessöhne Echephron und Promachos konnte er nicht mehr auseinanderhalten. Man zeigte ihm auch das Grab des Alkmaion, in seinen Augen eine weder durch Größe noch durch die Verzierung auffallende Anlage, bewachsen allerdings von riesigen und dem Alkmaion geweihten Zypressen, die die Einheimischen „Jungfrauen“ (παρθένοι) nannten. Nahe dem Erymanthos gab es ein Heiligtum des Flussgottes mit einer Statue aus weißem Marmor. Die Stadt prägte noch in severischer Zeit Kupfermünzen.

## Überreste
Von der Stadt existieren heute noch die gut erhaltenen Reste der Befestigungsmauer mit einem Rund- und mehreren eckigen Türmen. Sitzreihen zeugen von einem bei Pausanias nicht erwähnten Theaterbau. Die Ruinen der Stadt wurden vor allem durch Reisende und Forscher des 19. Jahrhunderts erkundet.